# Santiago Texacuangos
Santiago Texacuangos – miasto w Salwadorze, w departamencie San Salvador.